# Petrușivka, Krasnopillea
Petrușivka (în ucraineană Петрушівка) este un sat în așezarea urbană Uhroiidî din raionul Krasnopillea, regiunea Sumî, Ucraina.

## Demografie
Componența lingvistică a localității Petrușivka
     Ucraineană (94,74%)
     Rusă (4,68%)
     Alte limbi (0,58%)
Conform recensământului din 2001, majoritatea populației localității Petrușivka era vorbitoare de ucraineană (94,74%), existând în minoritate și vorbitori de rusă (4,68%).